# ألبرت الأول ملك ألمانيا
ألبرخت الأول ملك ألمانيا (الألمانية:Albrecht I؛ يوليو 1255 - 1 مايو 1308)؛ هو الابن البكر لرودولف الأول ملك ألمانيا وزوجته الأولى جيرترود من هوهنبيرغ؛ أصبح دوق النمسا وستيريا منذ 1282 وملك ألمانيا منذ 1298 حتى اغتياله من قبل ابن شقيقه يوهان من شوابيا.

## حياته
منذ 1273 أصبح ألبرخت لاندغراف على ممتلكات والده في شوابيا (النمسا الخارجية) بـ الألزاس، وفي 1282 والده الذي أصبح أول ملك ألمانيا من أسرة هابسبورغ نَصْبَ ألبرخت وشقيقه الأصغر رودولف الثاني على دوقتين النمسا وستيريا، التي استولى عليها مؤخراً من أوتوكار الثاني ملك بوهيميا، واستطاع دافع عنها بنجاح في معركة مارشفيلد في 1278، وفي 1283 بموجب معاهدة راينفيلدن وكل والده سلطة الدوقيتين إلى ألبرخت، في حين يتم تعويض شقيقه رودولف ببعض أراضي في النمسا الخارجية الهابسبورجية الرئيسية، مع ذلك هذا لم يستولي عليها أبداً إلى أن توفي في 1290 بل كان مجرد لقب تشريفي، فيما يبدو أن ألبرخت ومعاونيه الشوابيانين استطاعوا حكم الدوقيتين بنجاح، وأيضا التغلب على أية مقاومة من قبل النبلاء المحليين.
مع ذلك الملك رودولف لم يتمكن من تأمين الخلافة العرش الألماني لابنه بسبب الاعتراضات من قبل ابن أوتوكار الملك فاكلاف الثاني من بوهيميا، وأيضا خطط والده لتثبيت ألبرخت خلفاً لـ لازلو الرابع ملك المجر بعد اغتياله في 1290، ولكن المحاولة باءت بالفشل، ومع وفاة والده في 1291 اختار أمراء الناخبون أدولف من ناساو-فيلبورخ ملكاً للرومان خوفاً من تزايد سلطة ألبرخت وذلك لقيامه بتحويلها إلى ملكية وراثية، بسبب التمرد في ستيريا أُجبر على الاعتراف بالسيادة منافسه، وحصر نفسه لفترة من الزمن لإدارة ممتلكاته في فيينا.
ولكنه لم يتخلى عن أماله في العرش الألماني، بحيث تحققت هذه الآمال في نهاية المطاف مع 1298، عندما انتخبه بعض الأمراء الساخطين على سياسة الملك أدولف في محاولته كسب أراضي في تورينغيا ومايسن لنفسه، وبقيادة الملك فاكلاف الثاني من بوهيميا اجتمع الجيوش المتنافسة في معركة غولهايم بالقرب من فورمس حيث هزم وقتل فيها الملك أدولف، وبذلك تم انتخابه كـ ملك في فرانكفورت في 27 يوليو 1298، وتوج في كاتدرائية آخن في 24 أغسطس.
سعى ألبرخت في لعب دوراً هاماً في شؤون الأوروبية، بحيث قام باشتباك مع مملكة فرنسا عند حدود البورغندية، ومع ذلك البابا بونيفاس الثامن لم يعترف بانتخابه مما أدى تغيير سياسته، في عام 1299 عقد معاهدة مع الملك فيليب الرابع من فرنسا والتي تم بموجبها إمكانية الزواج ابنه البكر رودولف من شقيقته بلانش، وفي 1303 اعترف البابا بونيفاس بأنه ملك ألمانيا والإمبراطور في المستقبل، وفي المقابل أن يعترف ألبرخت بأن البابا هو وحده يمكن منح التاج الإمبراطوري، وأيضا واعداً له بأنه لا يمكن انتخاب أي من أبنائه دون موافقة البابوية.
وأيضا فشل في الاستيلاء على مقاطعتي هولندا وزيلاند كـ إقطاعيتين شاغرتين في الإمبراطورية الرومانية المقدسة بعد وفاة جان الأول كونت هولندا في 1299، ومع ذلك في 1306 ضَمِنِ التاج البوهيمي لابنه رودولف الثالث مع وفاة الملك فاكلاف الثالث، وأيضا جدد مطالبة سلفه أدولف حول أراضي في تورينغيا، وأيضا دخل في الصراعات على التاج المجري، ومع ذلك انتهت حملته في تورينغيا بهزيمة القاسية في معركة لوكا في 1307، وأيضا في نفس السنة توفي ابنه رودولف مما أدى إلى إضعاف موقفه في أوروبا الشرقية، وبسبب ابطال الضرائب المفروضة على نهر الراين منذ 1250 أدى إلى قيادة رينيتش وناخب بالاتينات لتشكيل دورية ضده بمساعدة من مدن الإمبراطورية الحرة ومع ذلك سرعان ما سحق هذا التمرد.
عندما كان في طريقه إلى شوابيا لقمع الثورة هناك، اغتيل من قبل ابن شقيقه الدوق يوهان بارسيدا في فيندش على نهر الرويس، وبذلك لُقب الدوق يوهان بـ بارسيد أي (قاتل العم)، يرجع سبب اغتياله هذا إلى حرمان الدوق من ميراث والده في النمسا وأيضا مُنع من خلافة أسلافه في بوهيميا فبدلا من ذلك تم تنصيب ابنه رودولف الذي ليس له قربة معهم.

## الزواج والأبناء
في 1274 تزوج ألبرخت من إليزابيث من كارينثيا ابنة الدوق مينهارد من كارينثيا هو سليل آل بابنبيرغ، مارغريفات النمسا الذين حكموا النمسا قبل أسرة هابسبورغ، وأيضا أعطوا أسم ليوبولد الذي كان مارغريف القديس وشفيع النمسا في المعمودية لأحد أبنائهم، وأيضا كانت الملكة إليزابيث في الواقع تعتبر من نسل من أقوى ملوك ألمانيا هاينريش الرابع، وأيضا كانت ابن شقيقة دوقات بافاريا من آل فيتلسباخ؛ التي تعتبر جارة النمسا.
أنجبت إليزابيث لـ ألبرخت أثنا عشر ابناً:-
1. رودولف الأول ملك بوهيميا «رودولف الثالث» (ح.1282 - 4 يوليو 1307)؛ متزوج، ليس لديه أبناء.
2. فريدرخ الأول (1289 - 13 يناير 1330)؛ متزوج، ليس لديه أبناء.
3. ليوبولد الأول (4 أغسطس 1290 - 28 فبراير 1326)؛ لديه ابنتين.
4. ألبرخت الثاني (12 ديسمبر 1298 - 20 يوليو 1258)؛ الذرية استمرت من خلاله.
5. هاينرخ اللطيف (1299 - 3 فبراير 1327).
6. مينهارد؛ ولد في 1300؛ توفي صغيراً.
7. أوتو (23 يوليو 1301 - 26 فبراير 1339).
8. آنا (1280 - 19 مارس 1327)؛ تزوجت أولا من هيرمان من براندنبورغ؛ ثم من هاينرخ السادس الطيب، دوق فروتسواف.
9. أغنيس (18 مايو 1281 - 10 يونيو 1364)؛ تزوجت من أندراس الثالث ملك المجر.
10. إليزابيث (توفيت. 19 مايو 1353)؛ تزوجت من فريدريك الرابع دوق لورين؛ لديهم ذرية.
11. كاثرين (1295 - 18 يناير 1323)؛ تزوجت من كارلو دوق كالابريا.
12. جوتا (توفيت.1329)؛ تزوجت من لودفيغ السادس من أوتينغن.